# Ottestad Station
Ottestad Station (Ottestad stasjon) er en tidligere jernbanestation på Dovrebanen, der ligger ved området Ottestad i Stange kommune i Norge. Stationen ligger 3 km fra storgården Ringnes, hvis historie går tilbage til 1000-tallet.
Stationen blev oprettet 8. november 1880, da banen mellem Eidsvoll og Hamar stod færdig. Den blev fjernstyret og gjort ubemandet 30. maj 1965. Betjeningen med persontog ophørte 1. juni 1980.
Stationsbygningen, der er i to etager i gulmalet træ, blev opført til åbningen i 1880 efter tegninger af Peter Andreas Blix.
I 2000 kom stationen i mediernes søgelys, da intercitytog fra henholdsvis Ottestad og Hamar nær var stødt ind i hinanden mellem de to stationer som følge af en togleders fejl.